# NGC 2096
NGC 2096 (другое обозначение — ESO 57-SC27) — рассеянное скопление в созвездии Золотой Рыбы, расположенное в Большом Магеллановом Облаке. Открыто Джоном Гершелем между 1834 и 1836 годами. Фотометрические параметры скопления указывают на его возраст около 49 миллионов лет, тогда как спектроскопические — на существенно больший, составляющий 1,2—6 миллиардов лет. Вероятно, такое расхождение вызвано наличием в скоплении сверхгиганта средней температуры, который сильно влияет на наблюдаемые показатели скопления и параметры которого трудно предсказать в моделях. Таким образом, возраст скопления может быть даже ниже: 6—12 миллионов лет.
Этот объект входит в число перечисленных в оригинальной редакции «Нового общего каталога».